# Station Adelaide
Station Adelaide is een spoorwegstation in het zuiden van de Noord-Ierse hoofdstad Belfast. Het station ligt aan de lijn Belfast - Newry. 